# Vasilka Stoeva
Vasilka Rafailova Stoeva (bulgariska: Василка Рафаилова Стоевa), född den 14 januari 1940 i Kotel, Bulgarien, är en bulgarisk före detta friidrottare inom diskuskastning.
Hon tog OS-brons i diskuskastning vid friidrottstävlingarna 1972 i München. 